# Central Asia Cement
Central Asia Cement ist ein Zementhersteller aus Kasachstan mit Sitz in Aqtau. Das Unternehmen wurde 1933 gegründet.
Es ist an der Kasachischen Börse gelistet. Die malaysische Holding Steppe Cement Ltd besitzt 100 Prozent aller Aktien.
Nach Unternehmensangaben sank der Umsatz des Zementherstellers im Geschäftsjahr 2008 auf etwa 11 Milliarden Tenge. Im folgenden Jahr sank der Umsatz erneut auf circa neun Milliarden Tenge.

## Geschichte
Erste Pläne zum Bau eines Zementwerkes im Gebiet Qaraghandy gab es bereits 1933. Im April 1946 beauftragte das Wirtschaftsministerium der Sowjetunion das GiproCement Institut mit der Konstruktion eines solchen Werkes, ausgelegt für eine Produktion von 300.000 Tonnen Zement.
Der Produktionsbeginn von Karagandacement erfolgte dann am 23. September 1953. Bereits 1956 kam eine weitere Produktionslinie hinzu. Im November 1958 nahm die vierte Linie die Produktion auf. 1971 wurde das Werk in Aqtau um eine weitere Produktionslinie erweitert, was die Produktionskapazität auf eine Million Tonnen Zement steigerte. Nur fünf Jahre später kam Linie sechs hinzu.
Mitte der 1990er Jahre wurden insgesamt vier Produktionslinien stillgelegt. 1997 stellten schließlich die letzten beiden verbliebenen Produktionslinien den Betrieb ein.
Mit der Privatisierung 1996 wurde Karagandacement in eine Aktiengesellschaft umorganisiert und am 15. Mai 1998 in Central Asia Cement umbenannt.
Mit Beginn des neuen Jahrtausends begann auch der wirtschaftliche Aufschwung des Unternehmens. Von 1999 an bis 2001 wurden zusätzlich zu der einen Produktionslinie vier weitere wieder in Betrieb genommen. Geplant sind die Reaktivierung der Linien fünf und sechs. Nach Vollendung der Erweiterungsmaßnahmen will man eine Produktionskapazität von 2,1 Millionen Tonnen jährlich erreichen.